# Szekanecz Zoltán
Szekanecz Zoltán (Debrecen, 1964. február 9. –) magyar orvos, reumatológus, belgyógyász, klinikai immunológus és allergológus, egyetemi tanár, a Magyar Tudományos Akadémia doktora.
2001-től a Debreceni Egyetem Belgyógyászati Intézet Reumatológiai Tanszék tanszékvezetője, 2012-től a Magyar Reumatológusok Egyesületének (MRE) elnöke, 2018-tól az Európai Reumaliga (EULAR) főtitkára, 2021-től az EULAR alelnöke.

## Életpályája
1982-ben kezdte meg orvosi tanulmányait a Debreceni Orvostudományi Egyetem általános orvosi szakán, ahol 1988-ban „summa cum laude” diplomázott. A diploma megszerzése után a DOTE III. számú Belgyógyászati Klinikán kezdett dolgozni. 1994-ben Belgyógyászat, 1998-ban Klinikai immunológia és allergológia, 2001-ben Reumatológia szakvizsgát tett. 
2000-ben habilitált a DOTE-n. 2001-től a DEOEC Belgyógyászati Intézet Reumatológiai Tanszékének vezetője, 2008-tól egyetemi tanár. 
A klinikai munka mellett 1988-tól orvostanhallgatókat, 2001-től fogorvostan- és gyógytornászhallgatókat is oktat magyar és angol nyelven. 1991-től postgraduális képzést tart háziorvosoknak, reumatológus-, belgyógyász-, klinikai immunológus szakorvosjelölteknek. 2004 – 2007 között a Debreceni Egyetem Népegészségügyi Kar, Gyógytornász szak, Fizioterápiás Tanszékének Tanszékvezetője. 2013-2017 között a Debreceni Egyetem Általános Orvostudományi Kar Általános és Szakképzési Dékánhelyettese volt.
Magyarországi tevékenysége mellett külföldön is dolgozott tudományos munkatársként és vendégkutatóként:
1990-ben 6 hónapig vendégkutató a Manchesteri Egyetemen, majd 1992–ben és 1993-ban tudományos munkatárs a Northwestern Egyetemen, Chicagoban, ahová 1996-ban 3 hónapra visszatért, mint vendégkutató.
Több hazai és külföldi szakmai kollégiumnak, bizottságnak a tagja:
2000-től a Magyar Reumatológusok Egyesületének vezetőségi tagja, 2012-től elnöke. 2011-2017 között a Debreceni Akadémiai Bizottság (DAB) alelnöke volt. Tagja az Egészségügyi Szakmai Kollégium Allergológiai és Klinikai Immunológiai Tagozatának, valamint Reumatológiai Tanácsának, a Magyar Akkreditációs Bizottságnak (MAB), az OTKA zsürinek. A Magyar Tudományos Akadémia (MTA) nem akadémikus közgyűlési képviselője és a Klinikai Tudományok Bizottságának tagja.
Tagja továbbá az EULAR-nak (European League Against Rheumatology), az ACR-nak (American College of Rheumatology) és a HMAA-nak (Hungarian Medical Association of America).
A hazai és külföldi szakmai kollégiumok tagjaként több nemzeti és nemzetközi konferencia szervezője illetve szervező bizottságának tagja volt. Számos CORA, ACR, EULAR kongresszus szervezésében részt vett, illetve több hazai kongresszus is a nevéhez kötődik úgy, mint a kétévente rendezett DROP1-DROP8, MRE éves vándorgyűlések 2012-től.
Az Immunológiai Szemle alapító főszerkesztője, az Annals of the Rheumatic Diseases, Arthritis Research Therapy, Joint Bone Spine, Autoimmunity Reviews és az RMD Open szerkesztőbizottságának tagja.

## Díjai, elismerései
- Debreceni Akadémiai Bizottság (DAB) plakett (2008.)
- Belák Sándor emlékérem (2008.)
- Magyar Osteoporosis és Osteoarthrologiai Társaság (MOOT) Polgár-díja (2012.)
- Markusovszky Lajos-díj (Orvosi Hetilap, Akadémiai Kiadó) (2018, 2020)
- "90 éves az orvosképzés” kitüntetés (Debreceni Egyetem) (2018)
- Appreciation Award (Hungarian Medical Association of America) (2018)

## Publikációs tevékenysége
- Összes folyóiratcikk: 480
- Összesített impakt faktor: 852
- Hirsch index: 67
- Citációs index: 16000 (Google Scholar)
- Citációs index: 9200 (Web of Science)
- Összes könyv: 14
- Összes könyvfejezet: 95

## Könyvei
- Szekanecz, Z.: Reumatoid artritisz. SpringMed Kiadó, Budapest, 2005.
- Szekanecz, Z., Surányi, P., Tamási, L.: Rheumatoid arthritis. Sanofi-Aventis kiadás, 2006.
- Szekanecz Z, Czirják L.: Immunológiai útmutató 2008. Medition Kiadó, 2008.
- Szekanecz, Z.: Reumatoid artritisz. Második, átdolgozott kiadás. SpringMed Kiadó, Budapest, 2008.
- Szegedi A, Szekanecz Z.: Kérdezz-felelek: psoriasis és arthritis psoriatica. SpringMed Kiadó, Budapest, 2009.
- Szekanecz Z (szerk). Gyógyszeres terápia a reumatológiában. Medicina, Budapest, 2009.
- Szűcs G, Szekanecz Z.: Kérdezz-felelek: Autoimmun betegségek. SpringMed Kiadó, Budapest, 2010.
- Szekanecz Z, Surányi P: Reumatoid artritiszes betegek kézikönyve. SpringMed Kiadó, Budapest, 2010.
- Szekanecz Z (szerk): Reumatológia (egyetemi jegyzet). SpringMed Kiadó, Budapest, 2011.
- Szekanecz Z, Paragh Gy, Poór Gy. Köszvény és más kristálybetegségek. SpringMed Kiadó, Budapest, 2013.
- Szekanecz Z, Gyurcsáné Kondrát I.: A köszvény és a húgysavszintcsökkentés kézikönyve. SpringMed Kiadó, Budapest, 2015.